# Tišice
Tišice (en allemand : Tischitz) est une commune du district de Mělník, dans la région de Bohême-Centrale, en République tchèque. Sa population s'élevait à 2 526 habitants en 2024.

## Géographie
Tišice se trouve à 3 km à l'est-nord-est du centre de Neratovice, à 11 km au sud-sud-est de Mělník et à 24 km au nord-nord-est de Prague.
La commune est limitée par Tuhaň au nord, par Všetaty au nord-est, par Ovčáry à l'est, par Kostelec nad Labem au sud, et par Neratovice et Libiš à l'ouest.

## Histoire
La première mention écrite de la localité date de 1400.

## Administration
La commune se compose de trois sections :
- Tišice
- Chrást
- Kozly